# Nels Cline

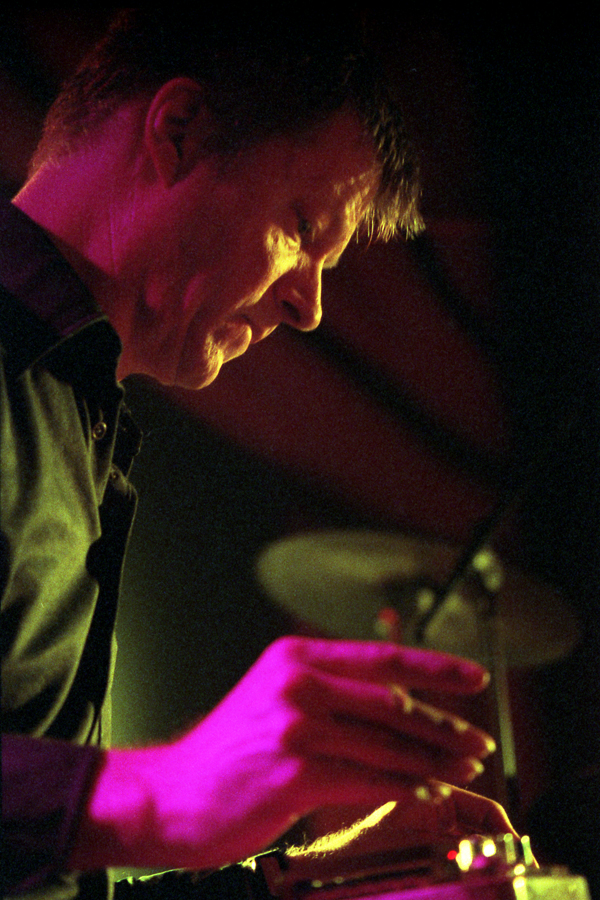
Nels Cline (2004).

Nels Cline, född 4 januari 1956 i Los Angeles, Kalifornien, är en amerikansk musiker och musikproducent. Cline spelar gitarr i bandet Wilco.